# Isaac Okoro
Isaac Okoro (ur. 26 stycznia 2001 w Atlancie) – amerykański koszykarz, nigeryjskiego pochodzenia, występujący na pozycji niskiego skrzydłowego, obecnie zawodnik Cleveland Cavaliers.
W 2019 wystąpił w meczu wschodzących gwiazd Nike Hoop Summit.

## Osiągnięcia
Stan na 24 lutego 2022, na podstawie, o ile nie zaznaczono inaczej.
NCAA
- Zaliczony do:
  - I składu:
    - defensywnego konferencji Southestern (SEC – 2020)
    - najlepszych pierwszorocznych zawodników SEC (2020)

  - II składu SEC (2020)
- Najlepszy pierwszoroczny zawodnik kolejki SEC (18.11.2019, 9.12.2019)

NBA
- Zaliczony do II składu debiutantów NBA (2021)[4]
- Zwycięzca miniturnieju Clorox Rising Stars (2022)[5]

Reprezentacja
- Mistrz świata U–17 (2018)